# Popolazione del Progresso e della Giustizia dell'Iran Islamico
La Popolazione del Progresso e della Giustizia dell'Iran Islamico (in iraniano: جمعیت پیشرفت و عدالت ایران اسلامی) è un partito politico iraniano fondato nel 2008.
Ha sostenuto la candidatura di Mohammad Bagher Ghalibaf in occasione delle elezioni presidenziali del 2013.